# Franț Țandără
Franț Țandără (n. 22 februarie 1930 – d. 2 mai 2004, Giurgiu, Giurgiu, România) a fost un comunist român și torționar auto-descris.
Țandără s-a născut într-o familie săracă și disfuncțională. Abandonat de ambii părinți, el a devenit copil de trupă la vârsta de 11 ani.  După sfârșitul celui de-al Doilea Război Mondial, el a dus o viață de vagabond, înainte de a deveni în 1946 simpatizant al Partidului Comunist Român la Giurgiu. Potrivit relatării sale dintr-un interviu, el a devenit apropiat a lui Pavel Ștefan, un șef comunist local, care i-a găsit de lucru la sindicatul de la Căile Ferate Române. Totuși, după o dispută cu tatăl său, Țandără l-a ucis pe tatăl său cu un topor; a fost reținut și condamnat la 12 ani de muncă silnică.
Țandără a petrecut câțiva ani lucrând forțat la Canalul Dunăre - Marea Neagră și ar fi servit ca informator al autorităților comuniste în taberele de reeducare de acolo.  După ce a fost transferat la Culmea, a fost trimis în august 1951 la Spitalul de Psihiatrie nr. 9 la București, unde susține că a fost angajat la Securitate pentru a ajuta la torturarea și uciderea prizonierilor politici.  El a fost eliberat devreme, după ce a primit o grațiere prezidențială și susține că aceasta ar fi fost semnată de scriitorul Mihail Sadoveanu pe când era președintele Parlamentului.. În 1956, Țandără a cedat presiunii psihice și a fost internat într-un spital de psihiatrie. După eliberare a lucrat ca tâmplar și apicultor.
Conform propriilor sale declarații, Țandără a torturat și a ucis peste 100 de persoane și s-a bucurat să facă acest lucru,   afirmând: „Am urât la maximum burghezia. Am vrut să-i omor pe toți ".  Afirmațiile sale, unde a cerut să fie judecat de un tribunal al victimelor sale, fac obiectul cărții din 1999 Drumul Damascului: Spovedania unui fost torționar de Doina Jela.
Potrivit Variety, din cei aproximativ 1.700 de români a căror misiune sub regimul comunist era tortura prizonierii politici, Țandără a fost singurul care a simțit nevoia să se spovedească.  A murit în 2004 la Giurgiu, fără să fi fost niciodată urmărit penal pentru crimele pe care le-a mărturisit.
Povestea sa este prezentată în După-amiaza unui torționar, un film biografic românesc din 2001, regizat de Lucian Pintilie, bazat pe cartea Jelei și cu Gheorghe Dinică în rolul Țandără.